# 塘坊镇 (广昌县)
塘坊乡，是中华人民共和国江西省抚州市广昌县下辖的一个乡镇级行政单位。

## 行政区划
塘坊乡下辖以下地区：
村里村、新溪村、新民村、北坑村、官庄村、横山村、枧坑村、大株村、塘坊村、池源村、李庄村、田腰村、淇田村、熊坊村和张坊村。